# Micrurus psyches
Espèce
Synonymes
- Vipera psyches Daudin, 1803

Micrurus psyches est une espèce de serpents de la famille des Elapidae. 

## Description
L'espèce appartient au groupe des serpents corail bicolores, sa livrée est noire avec une alternance d'anneaux blancs ou jaunes plus fins.

## Distribution et habitat

### Répartition
Cette espèce se rencontre en Colombie, au Venezuela, à la Trinité, au Guyana, au Suriname, en Guyane et au Brésil.

### Habitat
Elle vit dans les bas-fonds humides de forêts primaires et secondaires ainsi que les sommets de basse altitude.

## Dangerosité
Micrurus psyches possède une denture protéroglyphe à l'instar des autres Elapidae.
La première envenimation par cette espèce a été décrite en 2017 à Saint-Laurent-du-Maroni. À côté de symptômes neurologiques classiques (douleur, paresthésies, hypoesthésie...), une atteinte cardiaque inattendue a été observée.

## Publication originale
- Daudin, 1803 : Histoire Naturelle, Générale et Particulière des Reptiles; ouvrage faisant suit à l'Histoire naturelle générale et particulière, composée par Leclerc de Buffon; et rédigee par C.S. Sonnini, membre de plusieurs sociétés savantes, vol. 8, F. Dufart, Paris, p. 1-439 (texte intégral).